# Pedro Portocarrero y Guzmán
Pedro Portocarrero y Guzmán (Montijo, 27 de fevereiro de 1640 – Avinhão, 21 de janeiro de 1708) foi um prelado espanhol da Igreja Católica que serviu como Patriarca das Índias Ocidentais de 1691 a 1708 e arcebispo titular de Tyrus de 1691 a 1708.

## Biografia
Era o segundo filho de Cristóbal Portocarrero y Enríquez de Luna, 3º Marquês de Valderrábano, e Inés de Guzmán y Fernández de Córdoba, 7ª Marquesa de La Algaba.
Formou-se em direito canônico na Universidade de Salamanca e em 25 de dezembro de 1665 ingressou no Colégio Mayor de San Bartolomé com seu primo, Rodrigo Portocarrero, onde ocupou a capelania mais recente por um ano, após o que obteve um lugar como cônego em Toledo, um passo antes de sua nomeação para ser arquidiácono de Madrid, de onde substituiu seu tio, o cardeal Luis Manuel Fernández de Portocarrero, em seu cargo de arcebispo de Toledo interinamente devido às frequentes ausências dele por conta dos seus compromissos como membro do Conselho de Estado.
Em 1691 foi nomeado por Dom Carlos II como capelão-mor, esmoler-mor; em 27 de agosto de 1691 foi nomeado como arcebispo titular de Tiro, quando o Papa Inocêncio XII o nomeou como legado a latere para a Espanha, recebendo a ordenação episcopal em 4 de novembro do mesmo ano, no Convento de San Jerónimo el Real, de seu tio o cardeal arcebispo de Toledo, Luis Manuel Fernández de Portocarrero, coadjuvado por Fernando Guzmán, O.F.M., bispo de Segóvia e por Luis de Lemos y Usategui, O.S.A., bispo de Concepción. Em 12 de novembro seguinte, foi nomeado Patriarca das Índias Ocidentais.
Quando, no final da década de 1690, a sucessão de Carlos II se tornou o problema mais premente, ele e seus parentes optaram pela candidatura de José Fernando da Baviera; após sua morte em 1699, eles ficaram do lado do futuro rei Filipe V.
Em 1700 publicou sua obra Teatro Monárquico de España, que, embora dedicada a Carlos II, pretendia ser uma análise programática para o novo monarca e na qual fossem analisadas as virtudes e qualidades que um príncipe cristão deveria ter. Nesse trabalho, ele também abordou a questão da venalidade dos cargos como forma de ajudar a manter o erário público. Após a ascenção de Filipe V, dirigiu-lhe um memorial no qual explicava a situação dos pregadores reais, que, em virtude de sua posição como patriarca das Índias Ocidentais, estavam sob seu comando, já que era ele quem tinha o poder de nomeá-los e propunha que seu número fosse reduzido e que eles fossem obrigados a residir na Corte.
Em 1706, abandonou sua residência na arquidiaconia de Madri e se estabeleceu em Avinhão, onde passou seus últimos anos. A causa deste exílio foi que as relações do rei com a família Portocarrero esfriaram acentuadamente como resultado da negociação do casamento do monarca com Maria Luísa Gabriela de Saboia.
Morreu em Avinhão em 21 de janeiro de 1708.

### Sucessão episcopal
Enquanto patriarca, foi o co-consagrador de:
- Gregorio Solórzano Castillo (1700);
- Silvestre García Escalona (1702);
- Manuel Arias y Porres (1702);
- José Sicardo Martinez (1702);
- Francisco de Cosío y Otero (1704);
- Jerónimo Nosti de Valdés (1704);
- Juan Bonilla Vargas (1705); e
- Miguel Pérez Lara (1705).